# Sellnickochthonius formosus
Sellnickochthonius formosus är en kvalsterart som först beskrevs av Jean Cooreman 1947.  Sellnickochthonius formosus ingår i släktet Sellnickochthonius och familjen Brachychthoniidae. Inga underarter finns listade i Catalogue of Life.